# Kép
Kép è una cittadina-comune (thị trấn) del distretto di Lang Giang nella provincia di Bac Giang nel Vietnam nordorientale. Si trova lungo la linea ferroviaria Hanoi–Đồng Đăng. 
A Kép si trova la base aerea di Kép, un aeroporto ampiamente utilizzato durante la guerra del Vietnam e la guerra sino-vietnamita del 1979. Durante entrambe le guerre la base aerea aveva l'obiettivo di proteggere Hanoi, capitale del Paese, situata ad appena 60 chilometri di distanza verso sud-ovest. 